# Asil Torrent
L'Asil Torrent és una obra d'Arenys de Mar (Maresme) inclosa en l'Inventari del Patrimoni Arquitectònic de Catalunya.

## Descripció
Edifici aïllat en forma de U, rodejat per un gran jardí. El cos allargat té tres plantes i els braços dues. La capella ocupa el centre de la composició, amb un cos de façana un xic més avançat. Hi ha un porxo a la part central de la planta baixa i galeries amb vidrieres als laterals i al primer pis. Hi ha cornises per sota el coronament, de barana d'obra i calats. Les baranes de les galeries tenen elements de ferro colat. Situat a la part alta de la riera, la tanca del jardí segueix l'alineació de façanes d'aquesta. Un dels laterals està reculat. Fou un hospital que acollia avis. Actualment el gestiona l'empresa SIRESA (Sistemas Residenciales S.A.). L'Asil Torrent és un centre residencial emblemàtic en un lloc privilegiat en plena rambla de la vila d'Arenys de Mar (Maresme). L'edifici va ser construït l'any 1892-1897 pel Sr. Antoni Torrent amb la finalitat d'acollir a la gent gran i gràcies a aquest fet s'ha creat un encant especial. Els espais tant amplis i lluminosos milloren el benestar de les persones que hi viuen.